# Ровное (Покровский район)
Ровное (укр. Рівне) — село на Украине, находится в Покровском районе Донецкой области.
Код КОАТУУ — 1422785701. Население по переписи 2001 года составляет 667 человек. Почтовый индекс — 85325. Телефонный код — 623.

## Адрес местного совета
85300, Донецкая область, Покровский р-н, с.Ровное, ул.  Центральная(Терешковой) , 22в, тел. 5-38-1-42